# Ozodicera epicosma
Ozodicera epicosma är en tvåvingeart som beskrevs av Alexander 1926. Ozodicera epicosma ingår i släktet Ozodicera och familjen storharkrankar. Inga underarter finns listade i Catalogue of Life.